# Jacqueline Frank
Jacqueline Frank, später Jacqueline DeLuca und Jacqueline Cochran, (* 1. Mai 1980 in Hermosa Beach, Kalifornien) ist eine ehemalige Wasserballspielerin aus den Vereinigten Staaten. Sie gewann bei Olympischen Spielen eine Bronzemedaille. Zusätzlich siegte sie je einmal bei Weltmeisterschaften und bei Panamerikanischen Spielen.

## Karriere
Jacqueline Frank besuchte die Los Alamitos High School und studierte dann an der Stanford University. Nach ihrer Graduierung 2003 spielte sie für Golden West in Huntington.
Im Juli 2003 fand die Weltmeisterschaft 2003 in Barcelona statt. Jacqueline Frank und Nicolle Payne standen als Torhüterinnen im Aufgebot. Das US-Team gewann den Titel durch ein 8:6 über die Italienerinnen. Direkt im Anschluss wurden in Santo Domingo die Panamerikanischen Spiele ausgetragen. Im Finale besiegte das US-Team die Kanadierinnen mit 7:3. Bei den Olympischen Spielen 2004 in Athen spielte Jacqueline Frank in allen fünf Spielen durch. Nicolle Payne war zwar im Aufgebot, kam aber nicht zum Einsatz. Die Amerikanerinnen unterlagen im Halbfinale den Italienerinnen, im Spiel um die Bronzemedaille bezwangen sie die Australierinnen mit 6:5.